# Simonka
Simonka je žensko osebno ime.

## Izvor imena
Ime Simonka je različica ženskega osebnega imena Simona.

## Pogostost imena
Po podatkih Statističnega urada Republike Slovenije je bilo na dan 31. decembra 2007 v Sloveniji število ženskih oseb z imenom Simonka: 41.

## Osebni praznik
Osebe z imenom Simonka lahko godujejo takrat kot osebe z imenom Simona.